# Shenandoah (manzana)
Shenandoah es el nombre de una variedad cultivar de manzano (Malus domestica). 
Un híbrido de manzana diploide de Parental-Madre 'Winesap' y polen de Parental-Padre 'Opalescent', desarrollado a principios de la década de 1940 por RC Moore en el Instituto Politécnico de Virginia en Blacksburg, Virginia Occidental. Introducida en los circuitos comerciales en 1967. Las frutas tienen una pulpa crujiente y jugosa con un sabor ligeramente perfumado y aromático. Tolera la zona de rusticidad delimitada por el departamento USDA, de nivel 5.

## Historia
'Shenandoah' es una variedad de manzana, desarrollado a principios de la década de 1940 por RC Moore en el Instituto Politécnico de Virginia en Blacksburg, Virginia Occidental. Fue obtenida por el cruce como Parental-Madre 'Winesap' y polen de Parental-Padre 'Opalescent'. Fue introducida en los circuitos comerciales en 1967.
'Shenandoah' está cultivada en diversos bancos de germoplasma de cultivos vivos tales como en National Fruit Collection (Colección Nacional de Fruta) de Reino Unido con el número de accesión: 1974-071  y nombre de accesión 'Shenandoah'.

## Características
'Shenandoah' es un árbol portador de espuela de extensión erguida, moderadamente vigoroso. Produce buenas cosechas anualmente. Tiene un tiempo de floración que comienza a partir del 4 de mayo con el 10% de floración, para el 8 de mayo tiene una floración completa (80%), y para el 16 de mayo tiene un 90% caída de pétalos.
'Shenandoah' tiene una talla de fruto de mediano a grande; forma redondo y ligeramente cónico, con una altura de 64,01 mm, y con una anchura de 
72,99 mm; con nervaduras muy débiles, y corona débil a media; epidermis de la manzana está marcada con muchas pequeñas hendiduras como marcas de viruela y una floración grisácea se desarrolla en la madurez, su color de fondo es amarillo, que está casi completamente lavado con rojo pálido a carmesí con franjas rojas rotas, que se desvanecen a rojo pálido o naranja en las caras sombreadas y alrededor del ojo, "russeting" (pardeamiento áspero superficial que presentan algunas variedades) bajo; cáliz es pequeño y cerrado, asentado en una cuenca ancha y poco profunda, ligeramente acanalada; pedúnculo es largo y delgado, colocado en una cavidad profunda y estrecha; carne de color crema pálido con algunas manchas rojizas al lado de la piel, crujiente, jugoso y dulce, perfumado y aromático. Mantiene bien su forma cuando se cocina.
Su tiempo de recogida de cosecha se inicia a principios de octubre. Se mantiene bien hasta tres meses en cámara frigorífica.

## Usos
Una excelente manzana para comer en postre de mesa, también utilizada para cocinar, hace un excelente flan y tarta de manzana.